# Sieben-Stationen-Kreuzweg
Der spätgotische Sieben-Stationen-Kreuzweg in St. Marien zu Homberg (Efze) dürfte der älteste erhaltene Kreuzweg mit sieben Stationen sein. Im Mittelalter wurden diese Kreuzwege auch die Sieben Fußfälle genannt, weil die Gläubigen bei jedem Bild niederknieten und die Gebete verrichteten.

## Einführung
Die sieben Sandsteinreliefs befinden sich seit 1965 im nördlichen Seitenschiff in der Stadtkirche St. Marien. Über ein Jahrhundert lang waren sie an der Simpelschanze vor dem Homberger Rathaus in die Wand eingelassen.
I. Die Geißelung, Joh. 19, 1: Da nahm Pilatus Jesus und ließ ihn geißeln.
II. Die Dornenkrönung, Joh. 19, 2a: Die römischen Legionäre flochten eine Krone von Dornen und setzten sie auf sein Haupt.
III. Die Verurteilung, Matth. 27, 11, 19, 24, 31: Jesus stand vor dem Statthalter Pilatus.
IV. Veronika, Luk. 23, 27, 28: Es folgte Jesum aber eine große Menge Volkes und Frauen.
V. Simon von Kyrene, Matth. 27, 32: Wie sie hinauszogen, fanden sie einen Menschen von Kyrene mit dem Namen Simon.
VI. Die Kreuztragung, Luk. 23, 26, 27: Da die römischen Legionäre Jesum auf dem Kreuzweg hinführten, ergriffen sie Simon von Kyrene und legten ihm das Kreuz auf, …
VII. Golgatha, Joh. 19, 17-19: Die römischen Legionäre führten Jesus hinaus zur Stätte, die da heißt Schädelstätte, auf hebräisch Golgatha.
Der ursprüngliche Standort der Kreuzwegstationen ist unbekannt. Anhand der Gestaltung der Einzelstationen kann man einige der Standorte vermuten, ein wissenschaftlicher Beleg fehlt jedoch.

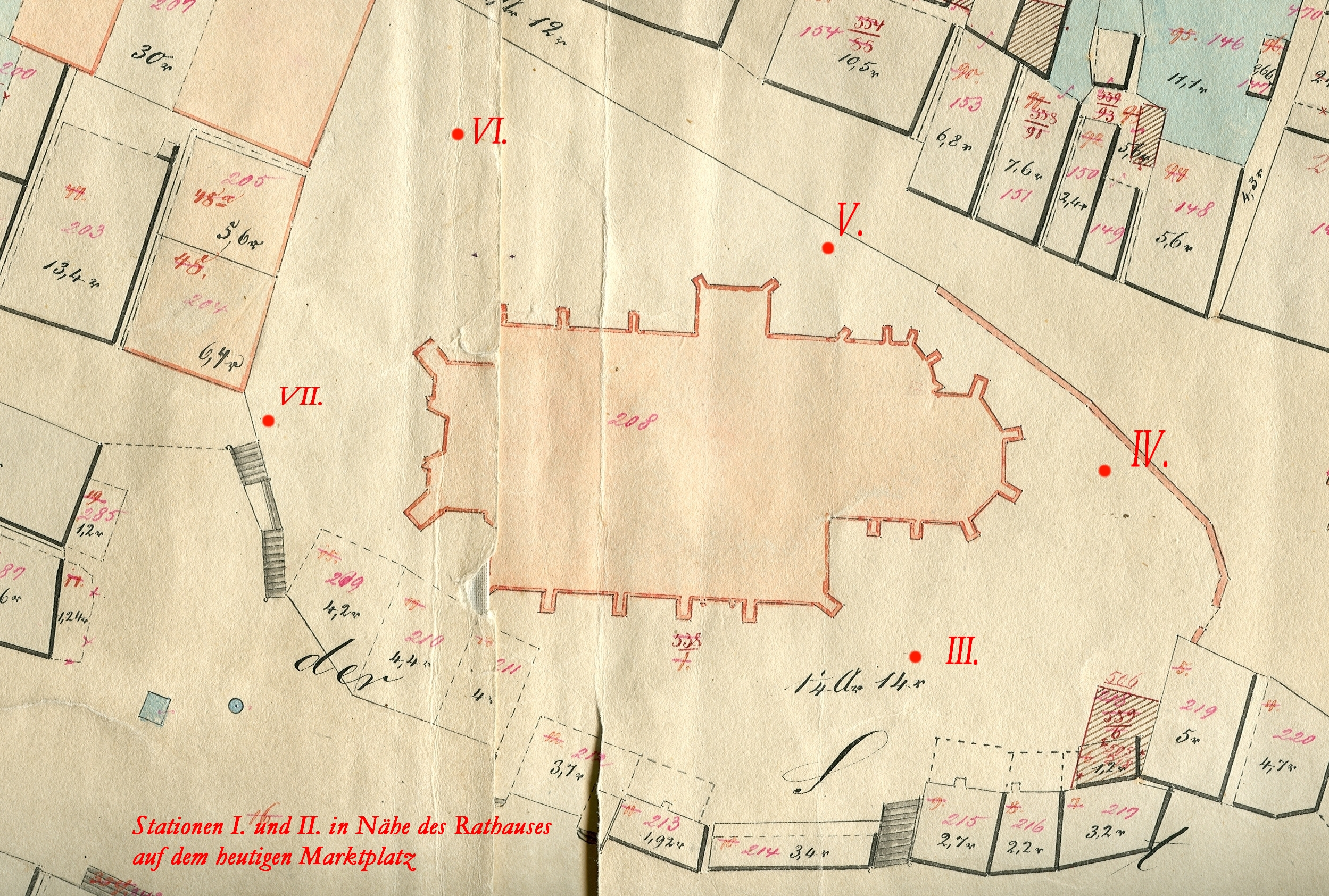
Die vermutlichen Standorte der Kreuzwegstationen aufgrund von architektonischen Entsprechungen an der Kirche St. Marien

Die Station I zeigt eine mittelalterliche Folterkammer. Diese weist auf das mittelalterliche Rathaus hin, das südlich der Kirche auf dem heutigen Marktplatz gestanden hat. Anlässlich der Sanierung des Homberger Marktplatzes im Jahre 2007 wurden Grundmauern von Gebäuden auf dem Marktplatz entdeckt. Ob es sich dabei um das ehemalige Rathaus handelt, kann derzeit nicht abschließend beurteilt werden.
Die Station II zeigt einen Blick in den Rathaussaal, sie stand vermutlich an der Treppe zum Kirchhof.
Die Station III ähnelt in ihrem Abschluss einer Gebetsuhr, wie sie an den Pfeilern des Chores erhalten ist.
Die IV. Station ahmt den Bogen des Mittelfensters des Ostchores nach.
Die V. Station zeigt die Schildbögen, deren Bogenansätze im nördlichen Seitenschiff erkennbar sind.
Die VI. Station gleicht dem Glöcknereingang am Westturm.
Die VII. Station korrespondiert mit dem Westportal.
Der Künstler hat die Darstellungen seiner Zeit angepasst. Die Figuren sind in Gewänder des 15. Jahrhunderts gekleidet, die Gebrauchsgegenstände weisen auf die gleiche Zeit.

## I
Jesus hängt an der Martersäule, entkleidet, nur mit dem Lendenschurz umhüllt; seine Hände sind über dem Haupt mit einem Strick gefesselt, der von einem römischen Legionär mit beiden Händen über eine Rolle gezogen wird, damit der Körper Jesu zur Geißelung gestrafft ist. Drei römische Legionäre schwingen die Marterwerkzeuge: der vorn links hält in der linken Hand die Peitsche und holt – indem er zu Jesus hinschaut – zum Schlag aus; der dahinter umfasst mit beiden Händen die Rute und schlägt zu; der vorn rechts zielt mit dem Skorpion auf das Antlitz des Gemarterten.
Die Geißelung ist in eine mittelalterliche Folterkammer verlegt. Die Bauform könnte einen Hinweis auf den Standort dieser Station geben; Folterkammern gehörten zur Rathausanlage. Das mittelalterliche Rathaus stand auf dem Marktplatz, südlich der Marienkirche.

## II
Jesus sitzt auf der steinernen Gerichtsbank, angetan mit dem roten Mantel; seine Hände sind gefesselt. Vier römische Legionäre drücken mit zwei gekreuzten Stangen ihm die Dornenkrone aufs Haupt. Die eine Stange hat der Legionär vorn links unter seinem rechten Arm, der andere rechts hinten unter dem linken; die andere Stange hat der Legionär links hinten unter dem rechten Arm, der andere rechts vorn unter dem linken.

## III
Pilatus sitzt auf dem Richterstuhl. Hinter ihm steht seine Frau, die ihn anfleht, sich aus der Sache herauszuhalten. Neben Pilatus steht ein Diener, der aus einer Kanne Wasser über die Hände des Statthalters in eine Schale gießt. Über dieser Szene ist der römische Herold zu sehen, der mit einem Trompetensignal den Befehl zum Aufbruch zur Kreuzigung gibt.
Drei römische Legionäre binden den Verurteilten mit Stricken am Kreuze an: Der eine fasst mit der linken Hand unter dem Querbalken zum Strick; der andere fasst den Strick von vorn; vom dritten ist nur der Kopf über dem Querbalken zu sehen.
Jesus mit Mantel und Dornenkrone wird das Kreuz übergeben. Er greift mit seiner linken Hand zum Querbalken, der auf seiner rechten Schulter lastet. Sein Blick ist nach vorn gerichtet, auf den Kreuzweg.

## IV
Das Hinrichtungskommando hat es eilig. Der Centurio – im Hintergrund – mit Kommandostab gibt seinem Herold den Befehl, das Signal zur Eile zu blasen. Der Legionär vorn links marschiert energisch weiter; mit seiner linken Hand fasst er den Strick, der Jesus am Kreuz hält, und mit seiner rechten Hand zerrt er Jesus weiter, den er scharf anblickt. Der andere Legionär greift mit seiner linken Hand unter dem Querbalken nach Jesus, um ihn nach vorn zu schieben; sein rechter Arm ist abgebrochen. Zeichen auf dem Stein lassen vermuten, dass der Legionär in dieser Hand einen Skorpion schwang.
Auf der rechten Bildseite, hinter dem Ende des Querbalkens, erscheint ein Frauenkopf, andeutend, dass klagende Frauen folgen. Rechts, im Vordergrund, ist Veronika; in den Händen hält sie das Schweißtuch, in das sich Jesu Antlitz einzeichnete.

## V
Unter der Last des Kreuzes war Jesus zusammengebrochen; Simon von Kyrene wurde gezwungen, die Last auf sich zu nehmen. Der Zug ordnete sich wieder: Der römische Herold gibt das Trompetensignal zum Aufbruch. Der Legionär vom links zieht an dem Strick, mit dem Jesus ans Kreuz gebunden ist. Simon von Kyrene fasst an: er nimmt den Kreuzesbalken. Dankbar schauen die Freunde Jesu zu ihm hin: Johannes, der Lieblingsjünger, Maria Magdalena und Maria, die Mutter Jesu. Die mittelalterlichen Künstler liebten es, sich selbst darzustellen. Dies tat wohl auch der Meister dieses Kreuzweges; das Barett kennzeichnet ihn. Er betrachtet das Geschehen und erhebt die Hände zum Gebet. Jesus stützt sich mit der linken Hand auf den Felsen.

## VI
Jesus trägt die schwere Last des Kreuzes; dazu wurde ihm noch der römische Legionär aufgeladen, der sich auf den Längsbalken rittlings setzte, mit der linken Hand den Verurteilten festhält und mit dem Skorpion in der rechten Hand ausholt, um den Ermatteten anzutreiben. Der andere Legionär steht am Kopfende des Kreuzes, reißt mit der rechten Hand Jesus hoch und schaut missmutig auf den Verurteilten, der so viel Schwierigkeiten macht. Der Herold – die Figur ist zerstört – scheint schon weiter zu gehen. Maria, Maria Magdalena und Johannes klagen, weinen und folgen Jesus nach. Simon von Kyrene aber hilft, das Kreuz zu tragen. Jesus stützt sich mit der linken Hand auf den Felsen und schaut nach vorn, dem Ziel entgegen.

## VII
Unter dem Kreuz liegt ein Totenschädel als Hinweis auf den Namen der Hinrichtungsstätte: Golgatha. Das Kreuz zeigt die Inschrift INRJ. Über dem Kopf des Gehenkten zur Rechten Jesu ist die Figur eines Kindes als Zeichen für das ewige Leben, über dem Kopf des Gehenkten zur Linken ist die Figur eines Ungeheuers als Zeichen der ewigen Pein zu erkennen. Unter dem Kreuz stehen vier Frauen: Maria, die Mutter Jesu, die Schwester seiner Mutter, Maria, des Klopas Frau und Maria Magdalena; der Jünger Johannes. Tief beeindruckend die Haltung der Figuren, insbesondere der stützende Arm von der Figur des Johannes, der den Arm Marias stützt. Rechts unten stehen zwei Legionäre: Der eine hält in seiner rechten
Hand den Ysop-Stängel, auf den er den Schwamm mit Essig gesteckt hatte: der andere hält in seiner linken Hand die Lanze, mit der er Jesu Seite (rechts) durchstochen hatte.
Auffallend bei einigen der Stationen ist Einbeziehung bzw. die Nutzung des umgebenden Rahmens durch die Figuren. Dies haben diese Kunstwerke mit dem Grabstein Heinrich von Löwenstein in Haina sowie dem Grabmal der Äbtissin Anna von der Borch in Oberkaufungen gemeinsam und deuten auf denselben Künstler hin. Die Geisel bei der Darstellung der Geißel bei der Geißelung, die Füße einzelner Soldaten, besonders aber in der IV. Station wird durch die Darstellung eines Torbogens über die Ornamentik hinausgehend die Entsprechung deutlich.

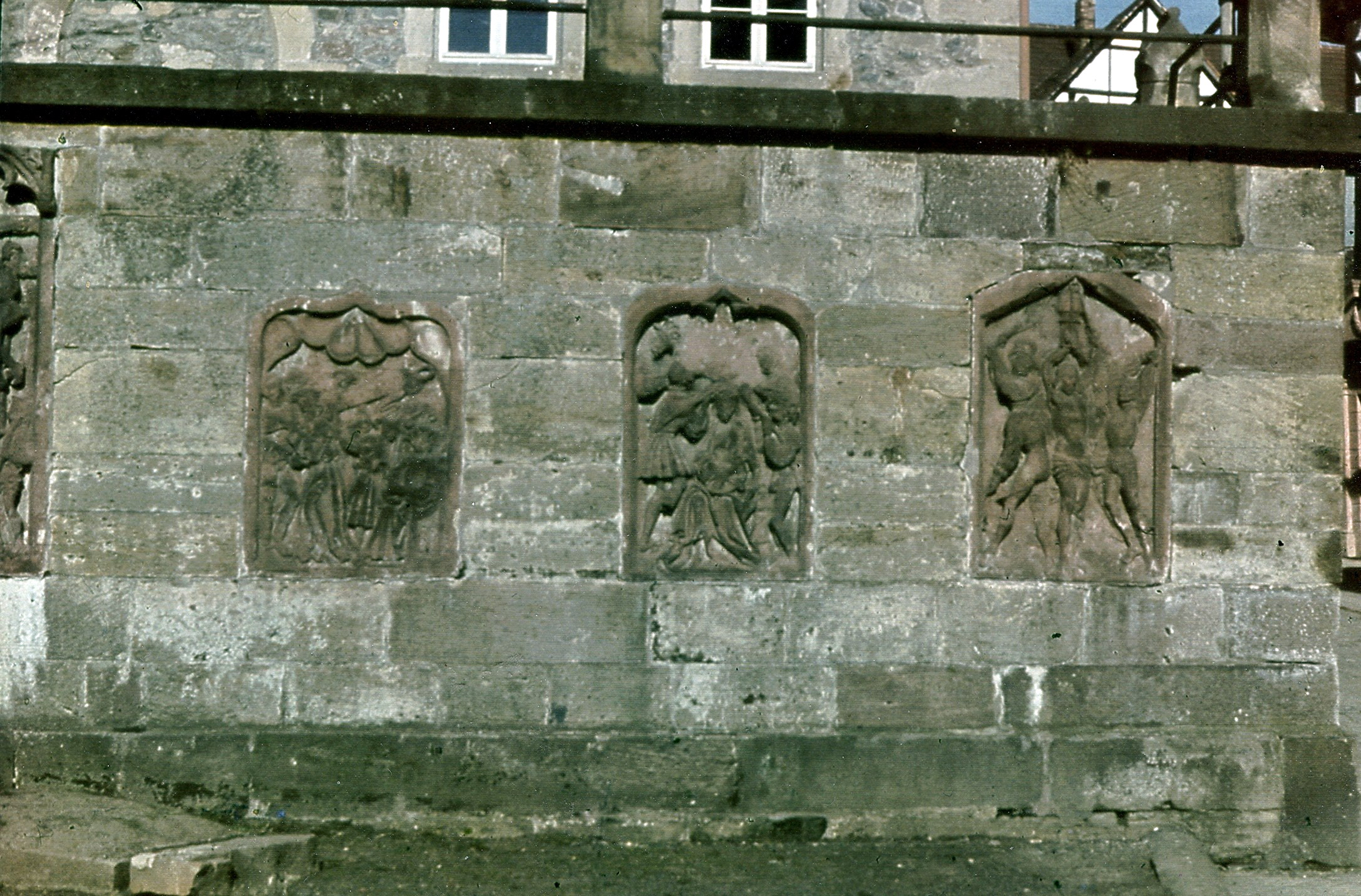
Im 19. Jahrhundert wurden die Kreuzwegstationen in die Simpelschanze vor dem Rathaus eingelassen.
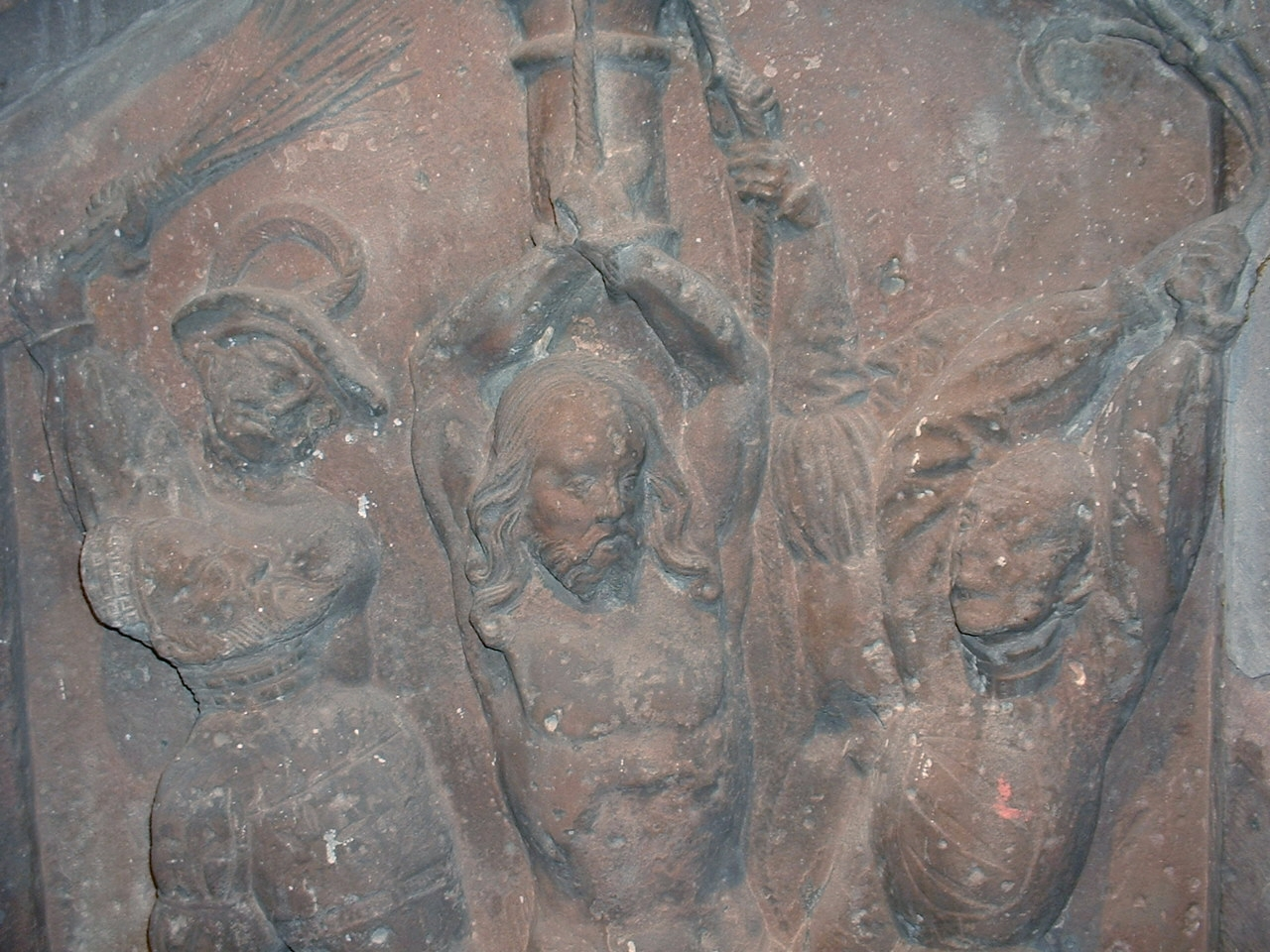
Ausschnitt aus der I. Station "Die Geißelung"
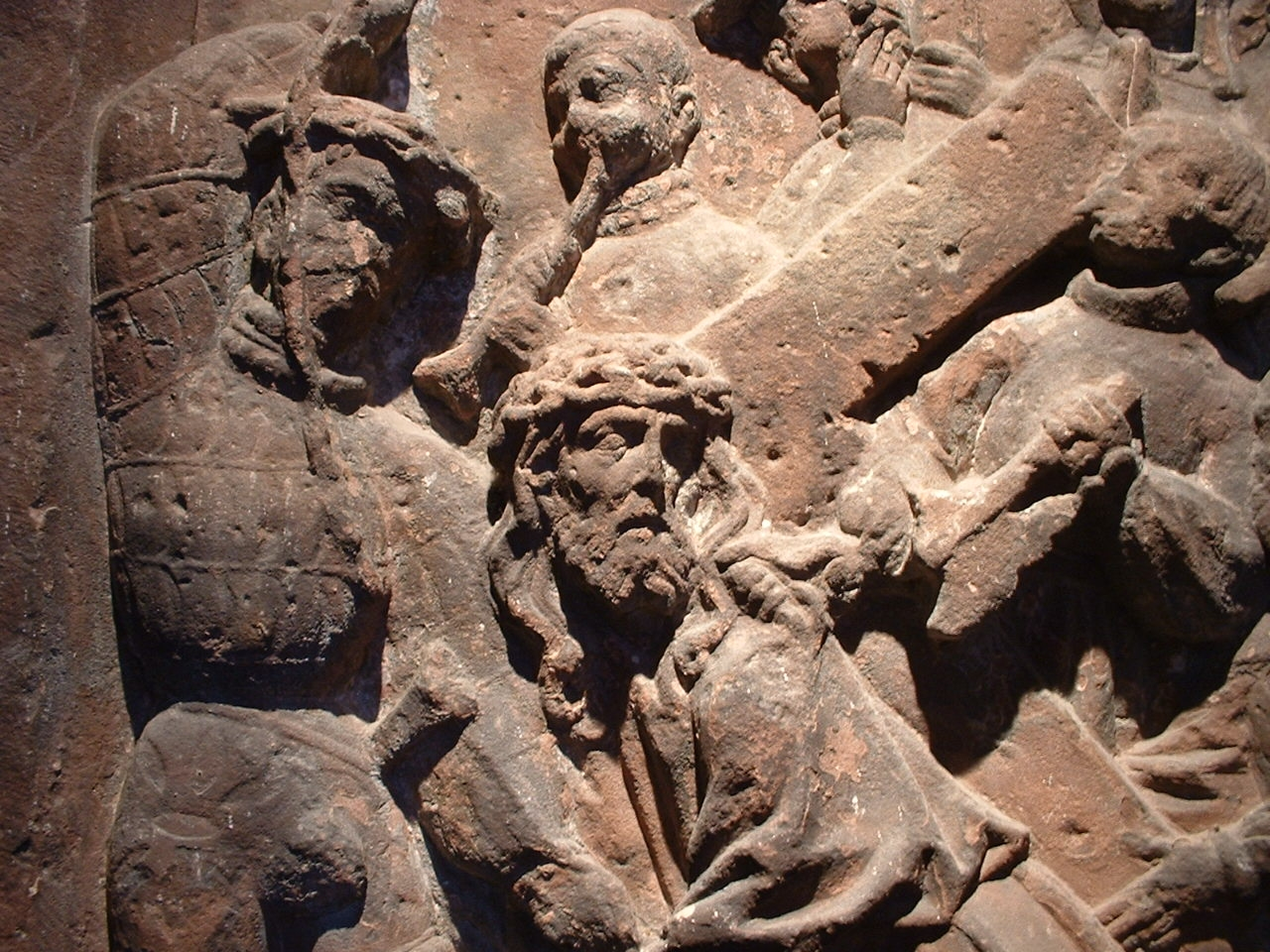
Ausschnitt aus der VI. Station "Die Kreuztragung"
Der Bogen im Stationsbild IV. geht in den Rahmen der Station über, ein Merkmal des Meisters.